# Fastosarion freycineti
Fastosarion freycineti är en snäckart som först beskrevs av Ferussac 1821.  Fastosarion freycineti ingår i släktet Fastosarion och familjen Helicarionidae. Inga underarter finns listade i Catalogue of Life.